# Skenea rugulosa
Skenea rugulosa is een slakkensoort uit de familie van de Skeneidae. De wetenschappelijke naam van de soort werd in 1878 voor het eerst geldig gepubliceerd door Georg Ossian Sars.